# Jewhen Hrebinka

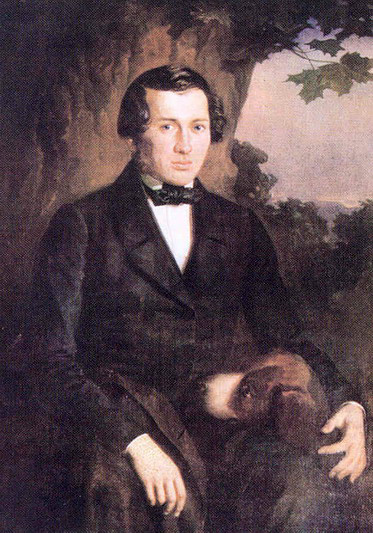
Jewhen Hrebinka; Apollon Mokrizki 1841

Jewhen Pawlowytsch Hrebinka (ukrainisch Євген Павлович Гребінка, wiss. Transliteration Jevhen Pavlovyč Hrebinka; russisch Евгений Павлович Гребёнка Jewgeni Pawlowitsch Grebjonka; * 21. Januarjul. / 2. Februar 1812greg. in Ubjeschyschtsche, Gouvernement Poltawa, Russisches Kaiserreich; † 3. Dezemberjul. / 15. Dezember 1848greg. in Sankt Petersburg) war ein ukrainischer Übersetzer, Pädagoge und Schriftsteller, welcher der Romantik zugeschrieben wird. Er schrieb auf Russisch und Ukrainisch.
Hrebinka kam als Spross eines Kosakengeschlechtes in Ubjeschyschtsche, dem heutigen Marjaniwka in der ukrainischen Oblast Poltawa, zur Welt. Sein Vater war ein kleiner Grundbesitzer und pensionierter Husarenoffizier der russischen Armee. Bereits 1831 veröffentlichte er erste literarische Werke.
Von Beginn 1834 an lebte er in Sankt Petersburg, wo er unter anderem an Militärschulen unterrichtete und über Iwan Soschenko Taras Schewtschenko kennenlernte, den er bei seinem Freikauf aus der Leibeigenschaft unterstützte.  Zu den bekanntesten Werken zählen die Kleinrussischen Fabeln aus dem Jahr 1834, welche eine der besten Sammlungen ukrainischer Fabeln darstellt. Weitere wichtige Werke sind die Geschichten eines Pyrjatyners aus dem Jahr 1837 und die historischen Poeme Hetman Svihorskyj von 1842 und Bohdan aus dem Jahr 1843.
Weiterhin übersetzte er 1846 Puschkins Poltawa in die ukrainische Sprache, war als Herausgeber aktiv (u. a.: Lastôvka) und ist der Verfasser des Textes des bekannten Liedes „Schwarze Augen“.
Er starb 36-jährig in Sankt Petersburg und wurde in seinem Geburtsort bestattet.

## Ehrungen
Nach ihm wurde die ukrainische Stadt Hrebinka benannt.